# Кирьяновка (Калачинский район)
Кирьяновка — деревня в Калачинском районе Омской области России. Входит в состав Сорочинского сельского поселения.

## История
Основана как меннонитское село в 1900 году. До 1918 года входила в состав Крутолученской волости Тюкалинского уезда Тобольской губернии, затем, до 1925 года той же волости Калачинского уезда. Названа по фамилии бывшего землевладельца Кирьянова. Основатели — Г. А. Браун (Крым) и Эзау. В 1928 г. состояла из 29 хозяйств, основное население — немцы. Центр Кирьяновского сельсовета Калачинского района Омского округа Сибирского края.

## Население
| 2002 | 2010 |
| ---- | ---- |
| 66   | ↘37  |